# Justí (general)
Justí (en llatí Justinus) va ser el fill gran del general Germà i el germà del general Justinià. (Vegeu-ne la genealogia a Justinià I). Va ser un militar de gran prestigi i popularitat a l'exèrcit, però l'emperador sospitava d'ell per la seva ambició.
L'any 551 se li va donar el comandament de part de l'exèrcit contra els eslaus i va compartir la derrota en la batalla d'Adrianòpolis. Contra els perses a la Còlquida va ser més afortunat i els va derrotar a Fasis el 555, i se li va confiar el comandament en cap de l'exèrcit en substitució de Martí (Martinus).
Una mica més tard va descobrir els plans del kan dels àvars que havia enviat una ambaixada a Constantinoble sota el pretext de signar un tractat d'aliança, però en realitat volia comprar armes per enviar-les a Avària. Justí, que dominava la frontera del Danubi, va confiscar les armes.
Quan va pujar al tron el seu cosí Justí II s'havia previst que Justí seria cèsar i el seu cosí Justi (II) seria august. Immediatament de pujar Justí II al tron el 565, va treure al seu cosí de la frontera del Danubi i el va fer anar a Constantinoble detingut, i després el va enviar com a governador amb els títols de dux i augustalis a Alexandria, on de fet va ser tractat com un presoner i un temps després de la seva arribada, assassinat mentre dormia, entre els anys 568 i 572. Aquest assassinat va fer que alguns nobles conspiressin contra Justí II.